# دوار (كهرباء)

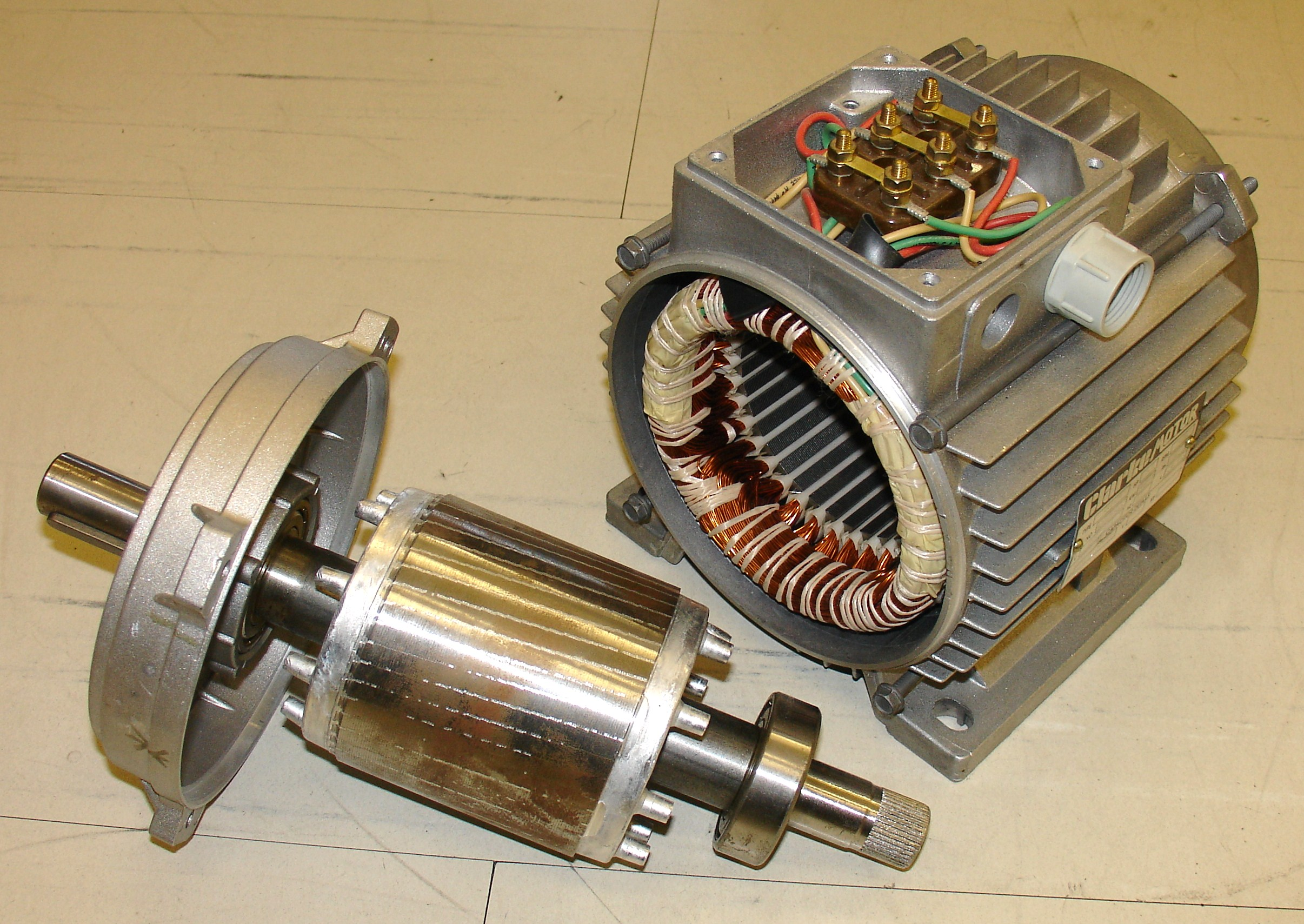
محرك كهربائي في مرحلة صيانة. يسمى الجزء الخارجي الهيكل ويثبت بداخله العضو الثابت بينما يسمى الجزء الحر بالعضو الدوار ويحمل هو الغطائين الجانبيين بين حلقات حرة الحركة.

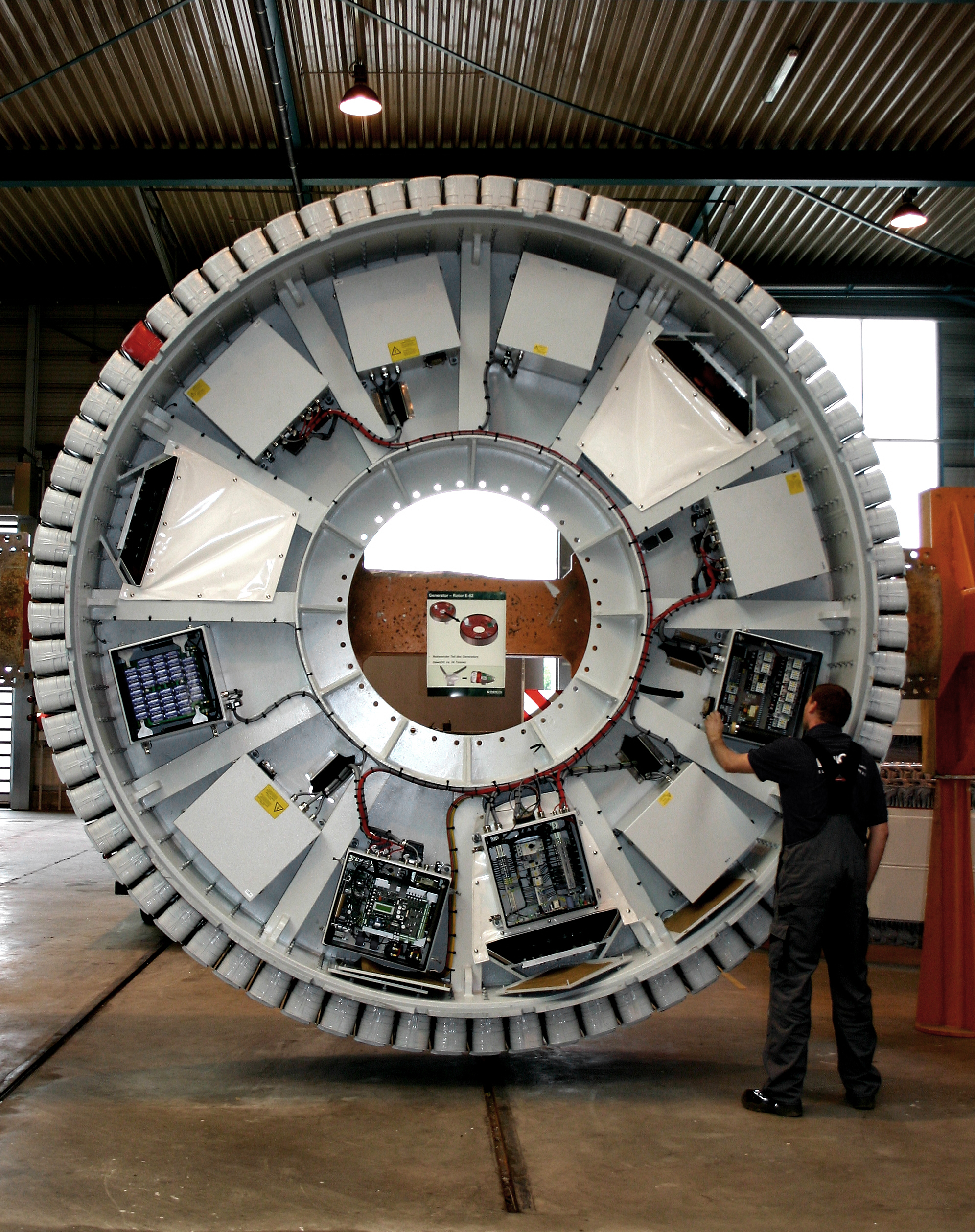
عضو دوار عنفة توليد كهرباء.

الدَّوّار أو العضو الدوار (بالإنجليزية: Rotor)‏ مصطلح يطلق على أحد مكونات المولد الكهربائي أو المحرك الكهربائي وهو الجزء الذي يمكن أن يدار بحرية ويكون عليه عادة ملفات كهربائية أو بشكل قفص سنجابي.
يحمل العضو الدوار على قضيب محوري يسمى الشافت (من اللاتينية shaft) وحلقات فولاذية منزلقة تسمى بيرنجات (من اللاتينية bearing) كما يثبت غطاءان على جانبيه.

## في الطائرات
الدوار في الهندسة الميكانيكية هو عنصر آلات ليست كهربائية.

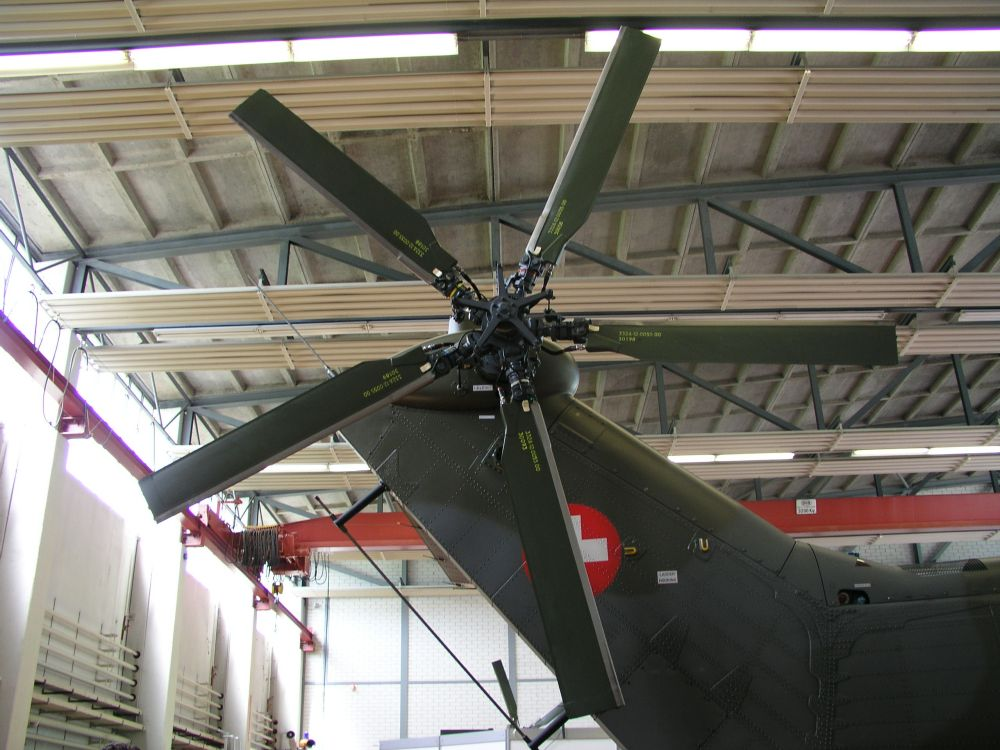
الدوار أو المروحة الخلفية لمروحية.

تستخدم الدوارات في الطائرات وتسمى أحيانا «مراوح»، وتعني المروحة جميع أجزاء الصرة وريش الدوار ومحور الدوران الذي يدير تلك المجموعة.
في الطائرة المروحية وفي مراوح طاقة الرياح يمكن تغيير ميل الزعانف حول الصرة للحصول على أكبر استفادة من الديناميكية الهوائية، فيضاف إلى صرة المروحة أيضا أجزاء تكون ما يسمى «رأس الدوار» تعمل على تغيير ميل الزعانف.